# Centroscymnus macracanthus
Centroscymnus macracanthus es un escualiforme de la familia Somniosidae, que habita en los taludes continentales inferiores entre las latitudes 50° S y 54° S en el océano Pacífico suroriental desde el estrecho de Magallanes, y el Pacífico suroccidental desde Nueva Zelanda, a profundidades de entre 650 y 920 m. Su longitud máxima es de 68 cm.